# Apócritos
Apócritos (Apocrita) é uma subordem de insetos, sendo o grupo mais recente na história evolutiva de himenópteros.
Incluem-se neste táxon vespas, abelhas e formigas, consistindo-se de muitas famílias.
O grupo tem sido historicamente dividido em dois grupos: Parasitica e Aculeata, mas atualmente não tem sido mais assim classificado.
O grupo “Parasitica” ou Terebrantia é um grupo parafilético artificial compreendendo a maioria dos Insecta Hymenoptera, com respectivos membros vivendo como parasitoides. Muitas espécies são minúsculas, com o ovipositor adaptado a pefurar. Em alguns hospedeiros, o parasitoide induz à metamorfose prematuramente e, em outros, isto é prolongado. Há, também, espécies  hiperparasíticas. Os “Parasitica” põem seus ovos em outros insetos juvenis (ovos, larvas ou pupas) e as larvas eclodem e se desenvolvem alimentando-se do hospedeiro. Muitas dessas vespas parasitoides são utilizadas como controle biológico de pragas da agropecuária.
O grupo “Aculeata” é um grupo monofilético que inclui espécies em que o ovipositor das fêmeas é modificado em um ferrão para injetar veneno ao invés de pôr ovos. Neste grupo incluem-se as familiares abelhas e formigas e vários tipos de vespas parasitoides e predadoras; aqui estão inclusas todas as espécies de himenópteros  eussociais.
Entre os aculeados não-sociais e não-parasitoides, larvas alimentam-se de presas capturadas (normalmente com vida e paralisadas) ou podem alimentar-se de pólen ou de néctar. Os aculeados eussociais alimentam-se de presas (algumas vespas), ou pólen e néctar (abelhas), ou sementes, fungos e até mesmo ovos inviáveis (formigas).

## Descrição

### Região tóraco-abdominal
Os caracteres distintivos dos Apocrita estão na estrutura morfológica na região torácica e abdominal, marcantemente modificada ao que se refere à estrutura típica do corpo dos Insecta:
- O primeiro segmento abdominal, também chamado de propodeu, converge a formar a região do tórax: assumindo a fisionomia de um quarto segmento torácico, é extremamente conexo ao metatórax, distinguindo-se morfologicamento do resto do abdome.

- O abdome é dividido em duas regiões morfológicas: anteriormente o pecíolo, posteriormente o gastro. O pecíolo assume a forma de um pedúnculo estreito, mais ou menos alongado, que conecta o restante do abdome ao tórax. A formação do pecíolo dá-se pelo segundo ou o segundo e terceiro segmento abdominal. Por conseguinte o abdome aparente, o gastro, forma-se pelo restante dos segmentos, a partir do terceiro ou do quarto.

Em alguns Apocrita, pertencentes à superfamília dos Chalcidoidea, o pecíolo é tão reduzido ao ponto que o abdome aparenta-se séssil. Em todos os outros Hymenoptera Apocrita o abdome é visivelmente pedunculado e em alguns grupos sistemáticos o pecíolo alcança um notável comprimento.

### Ovipositor
Outra característica morfológica distintiva dos Apocrita reside na estrutura do ovipositor. A formação desse órgão dá-se pelo oitavo e nono segmento abdominal. Morfologicamente apresenta-se composto por dois pares do processo latero-ventral  aos quais são conexos três pares de processos chamados válvulas particularmente desenvolvidas em comprimento. Os processos laterais são distintos em dois pares de vavífero, formados respectivamente dos dois segmentos abdominais. No primeiro par de valvíferos conectam-se duas expansões laminares de forma quadrangular, chamadas lâminas quadradas. As válvulas são respectivamente denominadas primeiras, segundas e terceiras válvulas. As primeiras válvulas são fundidas a formar uma bainha na qual percorre o par das segundas válvulas. As terceiras válvulas formam um tipo de estojo alongado que contém as outras válvulas. As primeiras e segundas válvulas são esclerotizadas e formam um órgão, chamado terebra, no grau de penetrar, às vezes, tecidos vegetais particularmente resistentes como o lenho ou o córtex das árvores, a cutícula de outros insetos, a epiderme de mamíferos.
Em alguns grupos sistemáticos, reunidos na seção dos "Terebrantia", a terebra é particularmente alongada e usada como ovipositor. Estes Apocrita, por maior parte parasitas de outros Arthropoda, estão na situação de perfurar com a tenebra matérias também de notável espessura e depositar os ovos em profundidade também a alcançar as vítimas. Nos Apocrita restantes, reunidos na antiga seção dos “Aculeata”, a abertura genital feminina é fisicamente distanciada da base do ovipositor e a tenebra perdeu sua função primitiva transformando-se em um órgão de defesa, denominado acúleo ou ferrão. O ferrão está retraído no abdome e everte  no momento do uso.

### Aparelho bucal
O aparelho bucal é mastigador ou mastigador-lambedor ou mastigador-sugador. Em alguns grupos (Apoidea) as mandíbulas perderam todas funções e são utilizadas para outros propósitos, como órgão de trabalho ou de ransporte, deixando à língula a função de receber alimento líquido (aparato bucal secundariamente sugador ou lambedor).
Os Apocrita têm um variado regime alimentar. Os adultos podem nutrir-se de líquidos açucarados, com dieta eventualmente integrada com pólen, ou são carnívoros, ou onívoros. Poucos são fitófagos.

### Estado juvenil
As larvas são ápodes e anoftalmas e morfologicamente simplificada (vermiforme), incapazes de vida autônoma. Nas formas parasitas desenvolvem-se dentro de um hospedeiro, os fitófagos desenvolvem-se internamente dos tecidos vegetais (frequentemente formando galha, ou dentro de um “ninho” feito pela fêmea ou por uma comunidades nas formas sociais.
A alimentação das larvas que se desenvolvem em ninhos é feita através da ajuda de adultos e a dieta é baseada em sua vítima predada ou material vegetal ou líquido açucarado enriquecido de pólen (mel).

## Famílias e superfamílias
- Subordem Apocrita
  - “Aculeata”
    - Superfamília Apoidea (abelhas e vespas Spheciformes)
      - Família Andrenidae
      - Família Apidae
      - Família Colletidae
      - Família Dasypodaidae
      - Família Halictidae
      - Família Megachilidae
      - Família Meganomiidae
      - Família Melittidae
      - Família Stenotritidae
      - Família Ampulicidae
      - Família Crabronidae
      - Família Heterogynaidae
      - Família Sphecidae

    - Superfamília Chrysidoidea
      - Família Bethylidae
      - Família Chrysididae
      - Família Dryinidae
      - Família Embolemidae
      - Família Plumariidae
      - Família Sclerogibbidae
      - Família Scolebythidae

    - Superfamília Vespoidea
      - Família Bradynobaenidae
      - Família Formicidae
      - Família Mutillidae
      - Família Pompilidae
      - Família Rhopalosomatidae
      - Família Sapygidae
      - Família Scoliidae
      - Família Sierolomorphidae
      - Família Tiphiidae
      - Família Vespidae

  - “ Parasitica”
    - Superfamília Ceraphronoidea
      - Família Ceraphronidae
      - Família Megaspilidae

    - Superfamília Chalcidoidea
      - Família Agaonidae
      - Família Aphelinidae
      - Família Chalcididae
      - Família Encyrtidae
      - Família Eucharitidae
      - Família Eulophidae
      - Família Eupelmidae
      - Família Eurytomidae
      - Família Leucospidae
      - Família Mymaridae
      - Família Ormyridae
      - Família Perilampidae
      - Família Pteromalidae
      - Família Rotoitidae
      - Família Signiphoridae
      - Família Tanaostigmatidae
      - Família Tetracampidae
      - Família Torymidae
      - Família Trichogrammatidae

    - Superfamília Cynipoidea
      - Família Austrocynipidae
      - Família Cynipidae
      - Família Figitidae
      - Família Ibaliidae
      - Família Liopteridae

    - Superfamília Evanioidea
      - Família Aulacidae
      - Família Evaniidae
      - Família Gasteruptiidae

    - Superfamília Ichneumonoidea
      - Família Braconidae
      - Família Ichneumonidae

    - Superfamília Megalyroidea
      - Família Megalyridae

    - Superfamília Mymarommatoidea – às vezes chamada Serphitoidea
      - Família Mymarommatidae

    - Superfamília Platygastroidea
      - Família Platygastridae
      - Família Scelionidae

    - Superfamília Proctotrupoidea
      - Família Austroniidae
      - Família Diapriidae
      - Família Heloridae
      - Família Maamingidae
      - Família Monomachidae
      - Família Pelecinidae
      - Família Peradeniidae
      - Família Proctorenyxidae
      - Família Proctotrupidae
      - Família Roproniidae
      - Família Vanhorniidae

    - Superfamília Stephanoidea
      - Família Stephanidae

    - Superfamília Trigonaloidea
      - Família Trigonalidae

## Referência
1. ↑  «Apocrita». Fauna Europaea (em inglês). Consultado em 2 de janeiro de 2022

- Grimaldi, D. and Engel, M.S. (2005). Evolution of the Insects. [S.l.]: Cambridge University Press. ISBN 0-521-82149-5